# 1936 az irodalomban
Az 1936. év az irodalomban.

## Megjelent új művek

### Próza
- Jorge Amado brazil író regénye: Mar Morto (Holt tenger)
- Sherwood Anderson regénye: Kit Brandon: A Portrait (Kit Brandon: Egy arckép)
- Louis Aragon: Les Beaux Quartiers (Úri negyed); a Le monde réel (Való világ) című regényfolyam második könyve
- Pearl S. Buck életrajzai:
  - The Exile: Portrait of an American Mother (Száműzetés), az írónő anyjáról
  - Fighting Angel (Harcos angyal), az írónő apjáról
- Karel Čapek cseh író szatirikus sci-fi regénye: Válka s Mloky (Harc a szalamandrákkal)
- Louis-Ferdinand Céline regénye: Mort à crédit (Halál hitelbe)
- Agatha Christie:
  - Az ABC-gyilkosságok (The ABC Murders)
  - Gyilkosság Mezopotámiában (Murder in Mesopotamia))
  - Nyílt kártyákkal (Cards on the Table)
- William Faulkner regénye: Absalom, Absalom! (Fiam, Absolon!)
- Lion Feuchtwanger regénye: Der falsche Nero (A hamis Néró)
- Graham Greene regénye: A Gun for Sale (A merénylet)
- Knut Hamsun regénye: Ringen sluttet (A kör bezárul)
- Aldous Huxley regénye: Eyeless in Gaza (A vak Sámson – szó szerint: 'szem nélkül Ghazában')
- Albert Kivikas észt író regénytetralógiája az észt függetlenségi háborúról: Nimed marmortahvlil (Nevek márványtáblára), (1936–1954, hosszú megszakítással)[1]
- Klaus Mann regénye: Mephisto
- Thomas Mann József-tetralógiájának harmadik kötete: József Egyiptomban (Joseph in Ägypten)
- Edgar Lee Masters emlékirata: Across Spoon River: An Autobiography
- François Mauriac regénye: Les Anges noirs
- Margaret Mitchell hatalmas sikert aratott regénye: Elfújta a szél (Gone with the Wind)
- Robert Musil: Nachlass zu Lebzeiten (Egy élő hagyatéka)
- John Dos Passos: The Big Money (Dől a pénz); az USA-regénytrilógia (1930, 1932, 1936) befejező kötete
- Erich Maria Remarque német író regénye: Drei Kameraden (Három bajtárs)
- John Steinbeck: In Dubious Battle (Késik a szüret)

### Költészet
- Paul Éluard: Les yeux fertiles	(Termékeny szemek)
- Federico García Lorca: Sonetos del amor oscuro (A sötét szerelem szonettjei)
- Edgar Lee Masters: Poems of People
- Cesare Pavese olasz szerző kötete: Lavorare stanca (Fáraszt a munka)
- Saint-John Perse: Poéme pour Valery Larbaud

### Dráma
- Megjelenik W. H. Auden és Christopher Isherwood formabontó színdarabja: The Ascent of F6 (Az F6 megmászása)
- Federico García Lorca: La casa de Bernarda Alba (Bernarda Alba háza) [1936-ban, halála évében fejezte be, de csak 1945-ben mutatták be és adták ki]
- Irwin Shaw: Bury the Dead (Temessétek el a holtakat), bemutató

### Magyar irodalom
- József Attila verseskötete: Nagyon fáj, benne a címadó vers mellett t. k.: Levegőt! (1935), Kései sirató (1935), A Dunánál (1936), Nagyon fáj (1936), Kész a leltár (1936)
- Radnóti Miklós verseskötete: Járkálj csak, halálraítélt
- Illyés Gyula munkája könyv alakban: Puszták népe (egy évvel korábban a Válasz című folyóiratban)
- Németh László regénye: Bűn
- Tersánszky Józsi Jenő regénye: Legenda a nyúlpaprikásról
- Szabó Zoltán: A tardi helyzet, szociográfia; a falukutató irodalom első, nagy feltűnést keltett terméke
- Veres Péter: Az Alföld parasztsága, szociográfia

## Születések
- január 1. – Kiss Dénes József Attila-díjas író, költő, műfordító († 2013)
- január 28. – Ismail Kadare albán író, költő, esszéíró
- február 22.– Bodor Ádám erdélyi magyar író
- március 7. – Georges Perec francia író, az Oulipo társaság tagja († 1982)
- március 28. – Mario Vargas Llosa Nobel-díjas (2010) perui író, esszéista, újságíró, irodalomkritikus
- április 2. – Csukás István Kossuth-díjas költő, író († 2020)
- április 21. – Papp Lajos költő, újságíró  († 2020)
- május 6. – Gyárfás Endre magyar író, költő
- május 20. – Orbán Ottó magyar költő, esszéíró, műfordító († 2002)
- május 27. – Ivo Brešan horvát író († 2017)
- június 25. – Fenákel Judit magyar író, számos hangjáték szerzője († 2022)
- augusztus 4. – Ásszija Dzsebár feminista nézeteiről is híres algériai író, fordító és filmkészítő († 2015)
- augusztus 9. – Kabdebó Lóránt irodalomtörténész, kritikus, Szabó Lőrinc költő monográfusa († 2022)
- október 5. – Václav Havel cseh író, drámaíró, politikus, köztársasági elnök († 2011)
- október 13. – Christine Nöstlinger osztrák írónő († 2018)
- november 3. – Buda Ferenc a Nemzet Művésze címmel kitüntetett, Kossuth- és József Attila-díjas költő, műfordító
- november 19. – Wolfgang Jeschke német sci-fi-író († 2015)

## Halálozások
- január 17. – Mateiu Caragiale román költő, író (* 1885)
- január 28. – Rudyard Kipling irodalmi Nobel-díjas angol író, költő; leghíresebb regénye A dzsungel könyve (* 1865)
- április 8. – Kőrösi Albin műfordító, irodalomtörténész, a spanyol irodalom hazai propagátora (* 1860)
- június 14. – G. K. Chesterton angol író, filozófus, drámaíró, teológus, kritikus (* 1874)
- június 18.– Makszim Gorkij orosz, szovjet író, drámaíró (* 1868)
- június 23. – Surányi Miklós regényíró, színműíró (* 1882)
- augusztus 15. – Grazia Deledda Nobel-díjas (1926) olasz írónő (* 1871)
- augusztus 19. – Federico García Lorca spanyol költő, drámaíró, festő, zeneszerző (* 1898)
- október 19. – Lu Hszün kínai író, novellista, műfordító, esszéíró, kritikus. A modern kínai irodalom megalapítójának tartják (* 1881)
- november 3. – Kosztolányi Dezső író, költő, műfordító, kritikus, esszéíró, a 20. századi magyar széppróza és líra egyik legnagyobb alakja (* 1885)
- november 12. – Stefan Grabiński lengyel fantasztikus író (* 1887)
- december 10. – Luigi Pirandello Nobel-díjas (1934) olasz drámaíró, novellista (* 1867)
- december 22. – Nyikolaj Alekszejevics Osztrovszkij orosz, szovjet író (* 1904)
- december 31. – Miguel de Unamuno spanyol (baszk) író, költő, filozófus (* 1864)